# Mary Landrieu
Pour les articles homonymes, voir Landrieu.
 (juillet 2016).
Si vous disposez d'ouvrages ou d'articles de référence ou si vous connaissez des sites web de qualité traitant du thème abordé ici, merci de compléter l'article en donnant les références utiles à sa vérifiabilité et en les liant à la section « Notes et références ».
Mary Loretta Landrieu, née le 23 novembre 1955 à Arlington, est une femme politique américaine, membre du Parti démocrate et sénatrice de Louisiane au Congrès des États-Unis de 1997 à 2015.

## Biographie
Fille de Maurice Landrieu et sœur de Mitch Landrieu, tous les deux anciens maires de La Nouvelle-Orléans, Mary Landrieu est élevée dans cette ville. Elle est diplômée de l'université d'État de Louisiane à Bâton-Rouge.
De 1980 à 1988, Mary Landrieu est membre de la Chambre des représentants de Louisiane, puis, de 1988 à 1996, elle est secrétaire au trésor de l'État de Louisiane. En 1995, elle est candidate démocrate au poste de gouverneur mais est battu par le républicain Mike Foster.
En 1996, Landrieu est élue au Congrès des États-Unis en tant que sénatrice de Louisiane, battant le candidat républicain Woody Jenkins. En 1999, elle est la première femme membre de la commission des armées du Sénat. En 2002, Mary Landrieu est réélue de justesse contre la candidate républicaine, Suzanne Haik Terrell. Après avoir soutenue les réformes financières du président George W. Bush, elle est l'un des quatre sénateurs démocrates à confirmer les baisses d'impôts voulus par le gouvernement républicain. Elle soutient également la candidature de John Roberts à la Cour suprême mais s'oppose à celle de Samuel Alito.
En 2004, Mary Landrieu est l'un des six sénateurs démocrates à voter contre le prolongement de la réglementation restrictive à la vente des armes semi-automatiques et encore l'une des rares démocrates à soutenir l'ouverture à la prospection et aux forages pétroliers de la réserve naturelle arctique en Alaska.
La même année, elle est une des prétendantes possibles pour le poste de candidat à la vice-présidence aux côtés de John Kerry. 
En juin 2005, avec le sénateur républicain George Allen, Jr., elle est coauteur de la résolution du Sénat américain présentant des excuses officielles pour ne pas avoir interdit les lynchages, que Landrieu décrit comme des « actes de terrorisme domestiques » qui, entre 1881 et 1964, ont fait environ 4 750 morts, principalement des noirs. Entre 1920 et 1940, la Chambre des représentants des États-Unis avait par trois fois approuvé une législation fédérale contre les lynchages mais par trois fois, le Sénat l'avait rejetée en dépit du soutien officiel à une telle loi de sept présidents américains entre 1890 et 1952. Le lynchage ne fut ainsi jamais considéré comme un crime fédéral mais relevait de la législation de chaque État dans lequel il est commis.
En 2005, l'analyse de ses votes indique qu'elle est, au côté de Ben Nelson, l'un des sénateurs démocrates les plus conservateurs du Sénat. Elle est ainsi parfois cataloguée comme une DINO[Par qui ?].
Durant l'été 2005, La Louisiane est confrontée à l'ouragan Katrina qui ravage La Nouvelle-Orléans et ses environs. Mary Landrieu est la première à faire une estimation du nombre de morts, autour d'un millier selon elle. Le lendemain, David Vitter, l'autre sénateur de Louisiane, estime le nombre de morts à 10 000 pour la seule Louisiane alors que le gouverneur, Kathleen Blanco semble complètement dépassée, ne parvenant pas à organiser les secours et appelant l'État fédéral à son aide. Au total, les pertes humaines pour la Louisiane vont être de 832 victimes. En 2006, elle présente une demande au Congrès pour 250 milliards de dollars afin de reconstruire La Nouvelle-Orléans.
En 2007, elle annonce avec la sénatrice républicaine Olympia Snowe la formation d'une coalition centriste constitué de dix sénateurs modérés des deux camps démocrate et républicain afin de surpasser les rancœurs partisanes au sein du Sénat.
En octobre 2008, Mary Landrieu est l'une des 35 sénatrices à voter contre le plan Paulson accordant 700 milliards de dollars pour stopper la crise financière en cours et éviter une crise systémique.
Candidate à sa réélection au poste de sénateur en novembre 2008 contre le républicain John Kennedy, trésorier de l'État de Louisiane, elle est facilement réélue après une campagne bien menée et un adversaire souvent confus sur ses positions[réf. nécessaire]. Elle obtient plus de 52 % des voix. Dès 2012, elle annonce sa candidature à un quatrième mandat. Elle est donnée systématiquement gagnante quel que soit son adversaire républicain.
Mary Landrieu figure à la liste des personnalités interdites de séjour en Russie dans le cadre de la crise ukrainienne, depuis le 20 mars 2014.
Candidate à un quatrième mandat pour les élections sénatoriales de mi-mandat en 2014, elle arrive en tête au premier tour le 4 novembre. Au second tour, le 6 décembre, elle est défaite de façon décisive par le républicain Bill Cassidy qui obtient 55,94 %.

## Vie privée
Catholique, Mary Landrieu est mariée à Frank Snellings, avocat à Monroe. Ils ont adopté deux enfants, Connor et Mary Shannon.